# Флаг Тимашёвского района
Флаг муниципального образования Тимашёвский район Краснодарского края Российской Федерации — опознавательно-правовой знак, служащий официальным символом муниципального образования.
Флаг утверждён 22 декабря 2004 года и внесён в Государственный геральдический регистр Российской Федерации с присвоением регистрационного номера 1689.

## Описание
Существует два, различающихся шириной и оттенком нижней полосы, описание флага — причём оба описания ссылаются на одно и то же решение.
Описание флага, приведённое в книге «Официальные символы Краснодарского края и муниципальных образований», гласит:
«Прямоугольное полотнище с отношением высоты к длине 2:3, состоящее из двух горизонтальных полос голубого цвета (вверху) и малинового цвета (внизу) шириной в 1/3 ширины полотнища, разделённых горизонтальной белой волнистой полосой в 1/10 высоты полотнища. В центре голубой полосы — фигура из герба Тимашёвского района — жёлтый летящий к древку орёл с жёлтой казачьей шашкой в лапах».
Описание флага, приведённое на официальном сайте Тимашёвского района, гласит:
«Прямоугольное полотнище с отношением высоты к длине 2:3, состоящее из двух равновеликих горизонтальных полос голубого (вверху) и пурпурного цветов, разделённых белой волнистой линией шириной в 1/10 высоты полотнища. В центре голубой полосы — фигура из герба Тимашёвского района — жёлтый летящий к древку орёл с жёлтой казачьей шашкой в лапах».
При этом на официальном сайте приводится рисунок, совпадающий с первым описанием.

## Обоснование символики
Флаг языком символов и аллегорий отображает исторические, географические и культурные особенности Тимашёвского района.
Жёлтый орёл — символ обороноспособности и вековых традиций, несущий сквозь века шашку, как главную ценность казачества.
Жёлтый цвет (золото) — символ высшей ценности, величия, богатства, прочности, силы, великодушия.
Волнообразная белая полоса — символ водных ресурсов (рек) района.
Белый цвет (серебро) — символ простоты, совершенства, мудрости, благородства, мира и взаимного сотрудничества.
Голубой цвет (лазурь) — символ величия, красоты, преданности, истины, чести и добродетели.
Красный цвет — символ достоинства, славы и почёта, а также цвет, традиционно означающий черноморских казаков, основателей Тимашёвского куреня.

## См. также

Флаги муниципальных образований Тимашёвского района
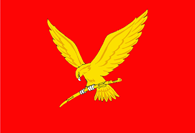
Флаг Тимашёвского городского поселения
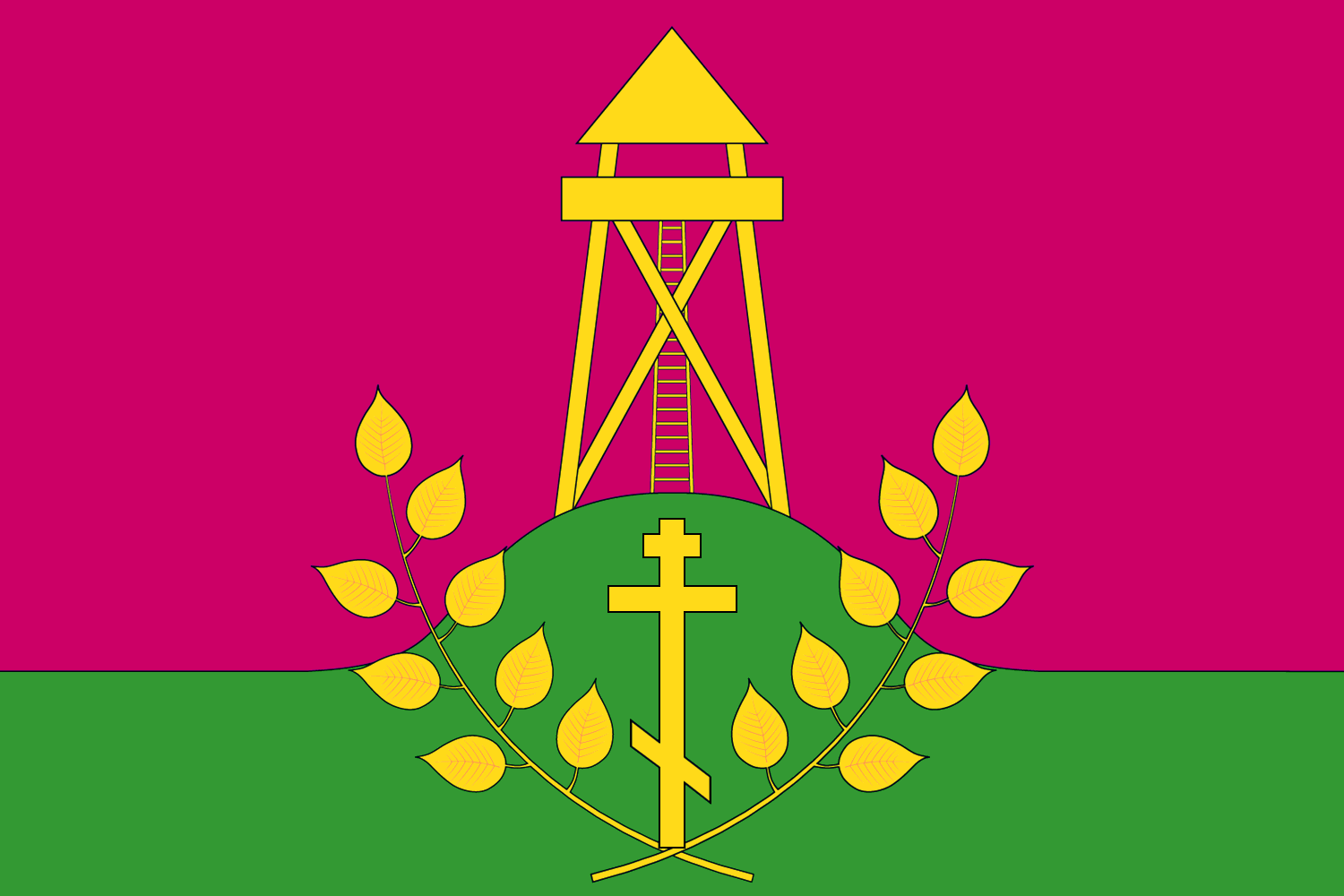
Флаг Дербентского сельского поселения
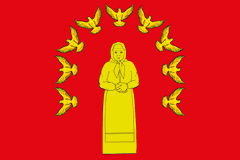
Флаг Днепровского сельского поселения
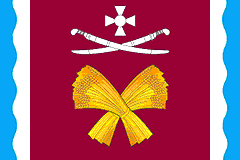
Флаг сельского поселения Кубанец
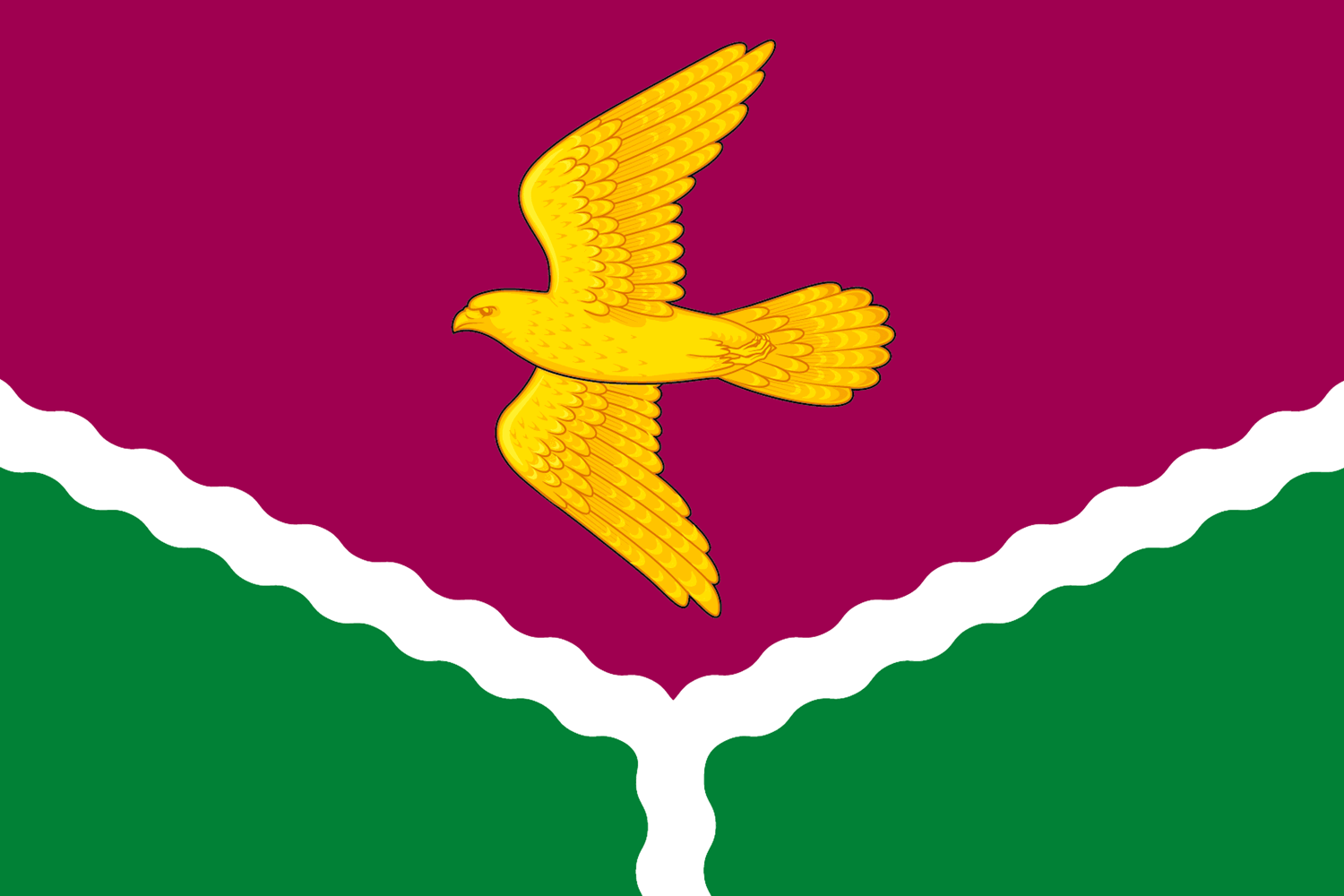
Флаг Медвёдовского сельского поселения
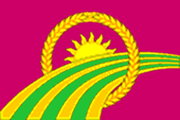
Флаг Незаймановского сельского поселения
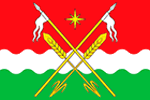
Флаг Новокорсунского сельского поселения
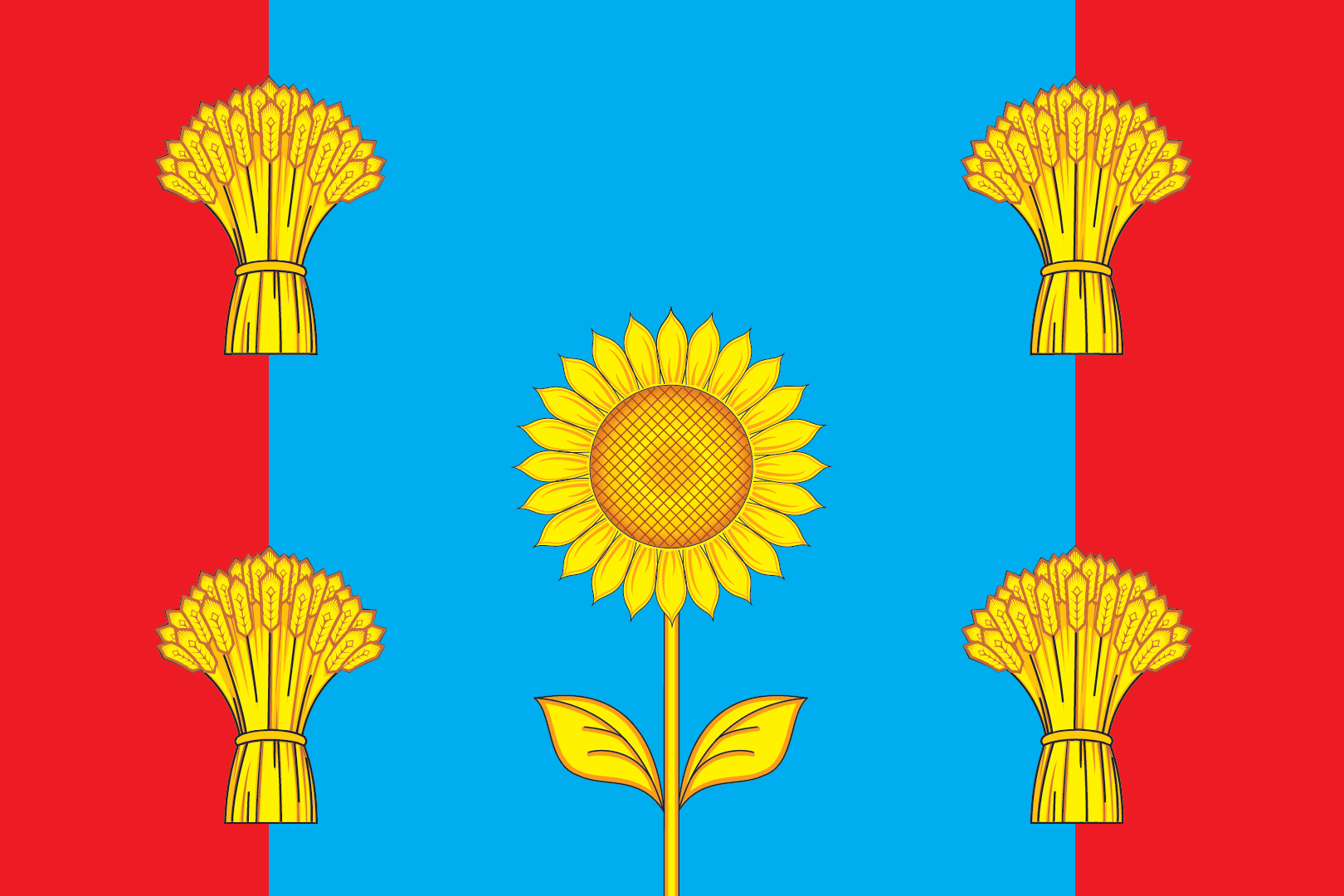
Флаг Новоленинского сельского поселения
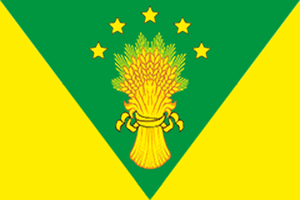
Флаг Поселкового сельского поселения
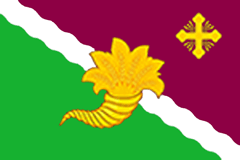
Флаг Роговского сельского поселения